# Агила I
Агила I је био визиготски краљ у Хиспанији између 549. и 554. године. Током његове владавине, 551. године, његов ривал и претендент на визиготски престо, Атанагилд, тражио је од Јустинијана I, византијског цара, помоћ против Агиле. Јустинијан је послао малу флоту са Сицилије, и 554. године Атанагилдови побуњеници су уз помоћ Византинаца победили Агилу код Савиље. Агила је побегао у Мериду, међутим, тамо су га убили његови људи. 
Атанагилд је постао краљ Визигота, међутим, Византинци се нису повукли, него су заузели Бетику и градове Картахену, Малагу и Кордобу и тамо остали следећих 70 година и основали провинцију Спанија.
С друге стране, Визиготи нису владали целом Хиспанијом — Свеви у Галицији, Баски су остали независни у пиринејским брдима. Међутим, такође су постојале правне, друштвене и верске разлике између Визигота и Хиспаноромана које је требало уклонити како би староседеоци прихватили стране владаре.